# Medizinische Universität Graz
Die Medizinische Universität Graz (Med Uni Graz) ist eine Medizinische Universität in Österreich, die seit dem 1. Jänner 2004 besteht und seit 1863 als medizinische Fakultät Teil der Karl-Franzens-Universität Graz gewesen ist.

## Geschichte
Die heutige Med Uni Graz geht auf die ehemalige Medizinischen Fakultät der Karl-Franzens-Universität Graz zurück, die 1863 durch Kaiser Franz Joseph I. gegründet wurde. Hier erfolgte seit 1782 die medizinische Ausbildung im Rahmen eines medizinisch-chirurgischen Studiums. Im Jahre 1912 wurde das Universitätsklinikum Graz als für damalige Verhältnisse eines der größten Krankenhäuser Europas in Betrieb genommen.
Seit Inkrafttreten des Universitätsgesetzes 2002 am 1. Jänner 2004 ist die heutige Med Uni Graz (ebenso wie die Medizinische Universität Wien und die Medizinische Universität Innsbruck) eine eigenständige Universität. Die Universitätsbibliothek der Medizinischen Universität Graz war vor der Aufspaltung der beiden Universitäten ein Teil der Universitätsbibliothek Graz.
Die Überleitung der medizinischen Fakultät in die Medizinische Universität erfolgte im Rahmen des Gründungskonventes unter der Leitung des Vorsitzenden Karlheinz Tscheliessnigg mit der Wahl des ersten Rektors Gerhard Franz Walter. Nach der ersten Periode des Rektorates von Walter wurde die Medizinische Universität von Oktober 2007 bis März 2008 durch den vormaligen Vizerektor und Gründungskonventvorsitzenden Tscheliessnigg geleitet, bis Josef Smolle zum neuen Rektor gewählt wurde.
Seit 2024 ist Andrea Kurz Rektorin der Med Uni Graz.

## Forschung

### Geschichte
In der Geschichte der Medizinischen Universität (bzw. Medizinischen Fakultät) wirkten drei Nobelpreisträger in Graz.
- Fritz Pregl, Nobelpreis für Chemie (1923)
- Julius Wagner von Jauregg, Nobelpreis für Medizin (1927)
- Otto Loewi, Nobelpreis für Medizin (1936)

Auch in Graz – neben den Anatomien in Wien und Innsbruck – fanden die Leichen von Opfern von NS-Gewaltverbrechen für die Anatomie Verwendung. Die Herkunft war Lehrenden und Studierenden bekannt. Sie protestierten erst nach Kriegsende, als auch Leichen von hingerichteten Kriegsverbrechern in die Anatomie gelangten. Der Vorstand der Anatomie, Anton Hafferl, wurde 1946 kurzzeitig verhaftet, weil er heimlich die Leichen von 44 Justizopfern hatte verscharren lassen, ansonsten erfolgte keine Aufarbeitung.

### Forschungsschwerpunkte
Die Universität legte ihre Forschungsschwerpunkte durch Etablierung von Forschungsfeldern fest. Die bestehenden Forschungsfelder sind: „Stoffwechsel & Kreislauf“, „Neurowissenschaften“, „Krebsforschung“, „Mikrobiom & Infektion“ sowie das Generalthema „Nachhaltige Gesundheitsforschung“.

### Forschungsprojekte
Im Rahmen der FWF-Spezialforschungsbereiche existieren an der Medizinischen Universität Graz drei SFBs: „Lipotox“ (Lipotoxicity: Lipid-induced Cell Dysfunction and Cell Death), „Mobis“ (Mathematical Optimization and Applications in Biomedical Science) und „Lipidhydrolyse“. Ebenso besteht ein Christian-Doppler-Labor (CD-Labor für Liquid Biopsies zur Früherkennung von Krebs) sowie das COMET K-Projekt „CAMed“ (Clinical Additive Manufacturing for Medical Applications) neben zahlreichen EU-Projekten.
Zwei Ludwig Boltzmann Institute zu den Themen „Klinisch-Forensische Bildgebung“ und „Lungengefäßforschung“ wurden in den letzten Jahren eröffnet.

### Forschungsportal
Die Forschungsdokumentationsportal (vormals „FoDok“) bietet einen transparenten Überblick über Forschungsleistungen sowie Forscher an der Universität.

### EURAXESS
Die Med Uni Graz ist Mitglied von EURAXESS, einer europäischen Initiative zur Unterstützung der Mobilität von Forscher. International mobile Forscher, die für eine wissenschaftliche Tätigkeit in die Steiermark kommen oder ins Ausland gehen möchten, werden beraten und unterstützt.

## Gremien und Leitung

### Rektorat
Die Rektorin der Medizinischen Universität Graz ist seit 15. Februar 2024 Andrea Kurz. Sie ist damit die erste Frau in diesem Amt. Ihre Amtsperiode startete sie mit einem neuen Vizerektorenteam: Christian Enzinger (Forschung und Internationales), Alexander Rosenkranz (Klinische Agenden), Erwin Petek (Studium und Lehre) und Manuela Groß (Finanzmanagement, Recht und Digitalisierung).

#### Liste der Rektoren
- 2004–2008 Gerhard Franz Walter
- 2008–2016 Josef Smolle
- 2016–2024 Hellmut Samonigg
- seit 2024 Andrea Kurz

### Senat
Der Senat besteht aus 9 Professoren, 4 studentischen Mitgliedern, 4 Angehörigen des Mittelbaus sowie einem Vertreter des allgemeinen Universitätspersonals.
Als Vorsitzender des Senats leitet Akos Heinemann die Sitzungen.

### Universitätsrat
Seit 1. März 2023 gehören dem Universitätsrat Iris Eisenberger, Alfred Gutschelhofer, Michael Heinisch (Vorsitzender), Sylvia Knapp (Stv. Vorsitzende), Winfried Pinggera, Bettina Theresia Resl und Annemarie Weißenbacher an.

### Dekan
Dekan für Doktoratsstudien ist Christian Wadsack, als Vizedekanin fungiert Kathrin Eller. Dekan für studienrechtliche Angelegenheiten ist Helmar Bornemann-Cimenti, als Vizedekanin fungiert Barbara Kirnbauer.

### Hochschülerinnen- und Hochschülerschaft
Die Hochschülerinnen- und Hochschülerschaft (ÖH Med Graz) vertritt die Studierenden. Sie besteht aus der Universitätsvertretung sowie den Studienvertretungen für Humanmedizin, Zahnmedizin, Gesundheits- und Pflegewissenschaft und Doktoratsstudien. Gemäß Universitätsgesetz finden allgemeine Wahlen alle 2 Jahre statt. Bei der letzten ÖH-Wahl 2019 erhielt die Liste herzlinks.at, österreichweit Teil des Verband Sozialistischer Studentinnen und Studenten Österreichs, einen Stimmenanteil von 70,45 % (Sieben Mandate), die Liste JUNOS – Junge liberale Studierende 19,86 % (Zwei Mandate). Das derzeitige Vorsitzteam der Universitätsvertretung besteht aus Johanna Brehmer (Vorsitzende), Laurin Erlacher (1. stellvertretender Vorsitzender) und Lukas Jager (2. stellvertretender Vorsitzender).
Die Zeitschrift der ÖH Med Graz, medizynisch, wurde 2008 zur drittbesten Medizinstudierendenzeitschrift im deutschsprachigen Raum gekürt. Das Nachrichtenmagazin der Med Uni Graz nennt sich MEDitio.
Am 8. Oktober 2012 wurde die allererste White coat ceremony (WCC) Österreichs als Kooperationsprojekt mit der Hochschülerschaft an der Medizinischen Universität Graz abgehalten, was einen großen Sprung in Förderung der Corporate Identity und Identifikation der Studierenden mit ihrer Alma Mater darstellte.

## Studium

### Studienangebot
Folgende ordentliche Studien können an der Medizinischen Universität Graz belegt werden:
- Diplomstudium Humanmedizin[12]
- Masterstudium Pflegewissenschaft[13]
- Masterstudium Interprofessional Health Care Studies[14]

- Diplomstudium Zahnmedizin[15]

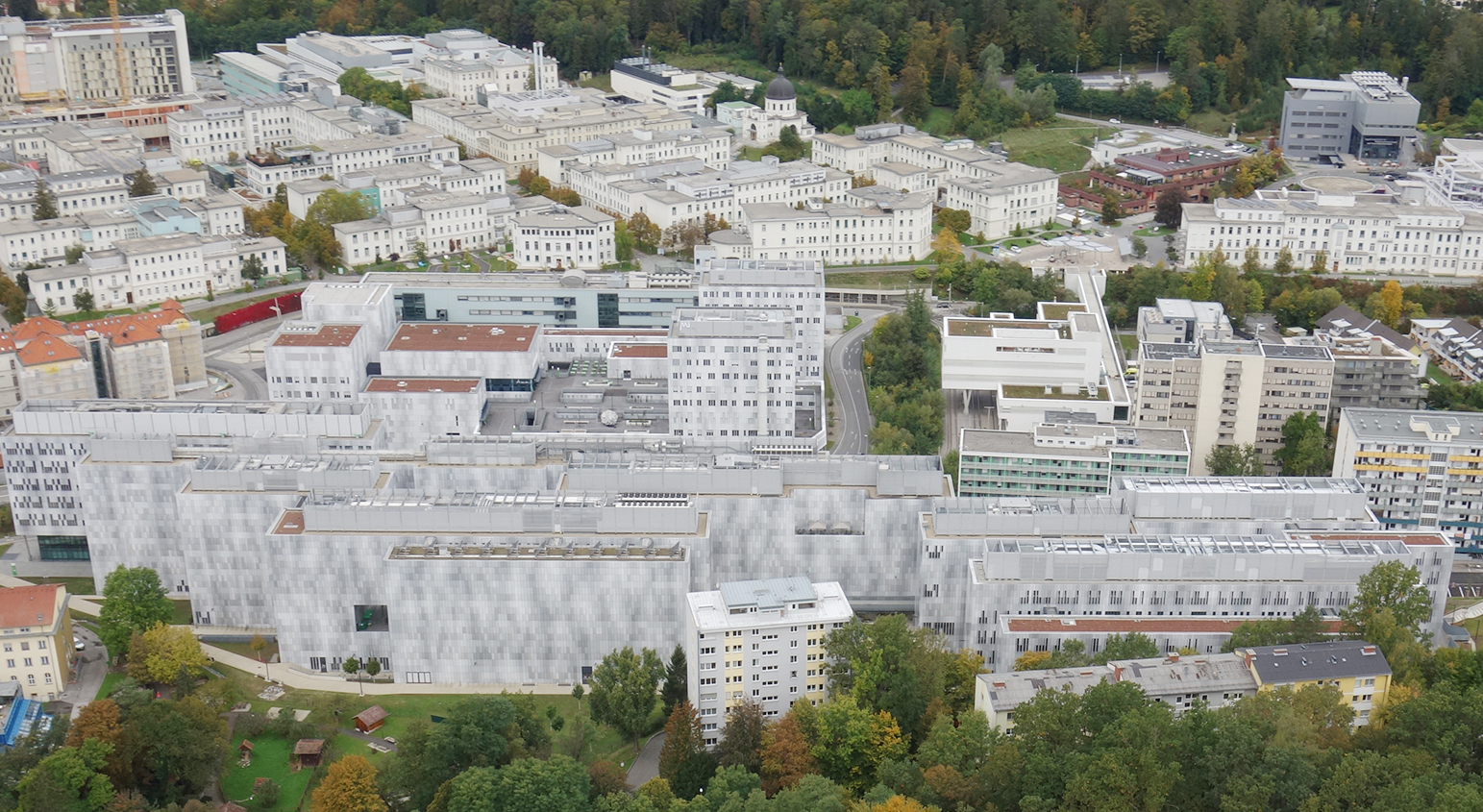
Überblick Gelände Med Uni Graz

- Doktoratsstudium Pflegewissenschaft[16]
- Doktoratsstudium der Medizinischen Wissenschaft[17]
- PhD - Studium[18]

### Universitätslehrgänge

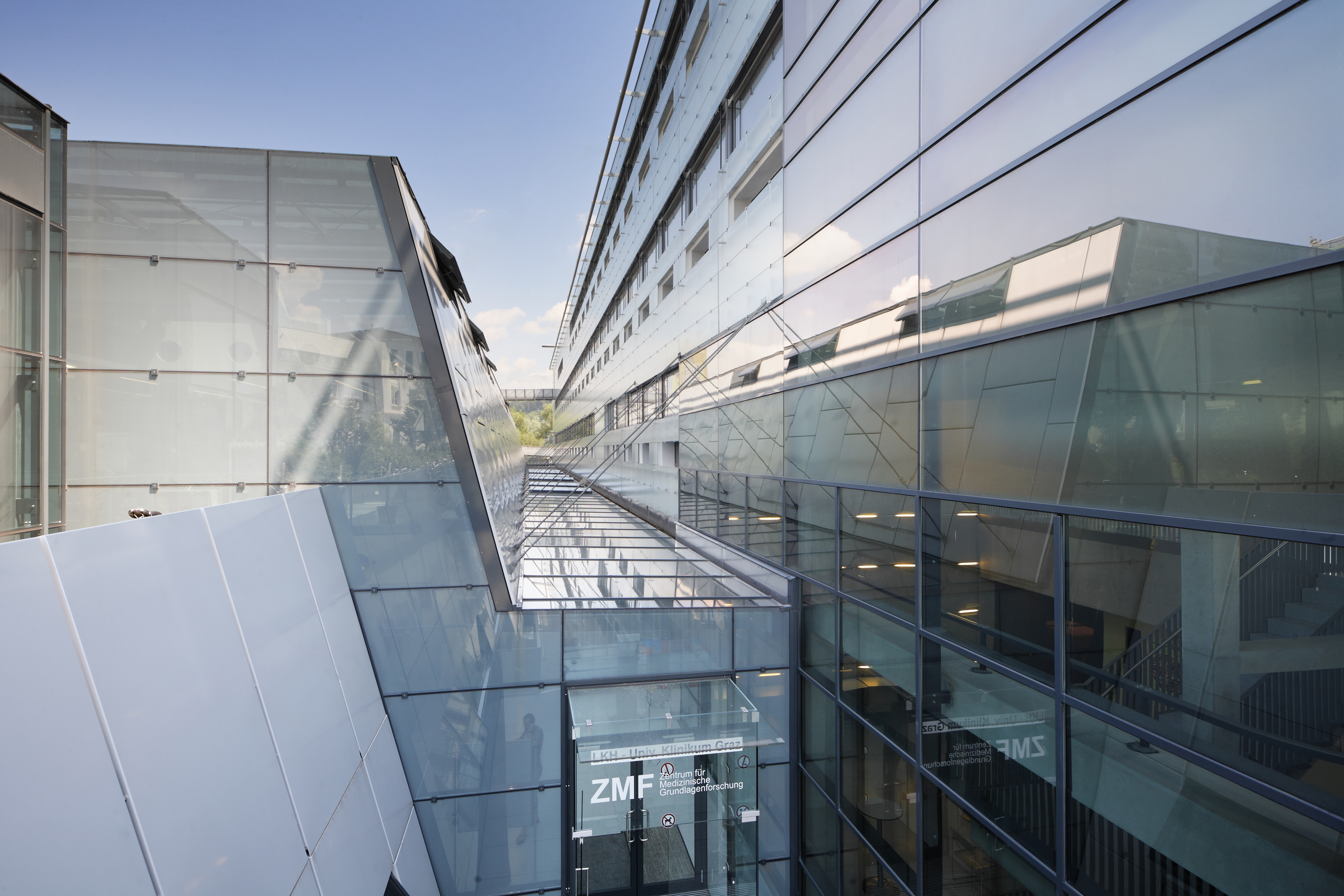
Das Zentrum für Medizinische Forschung der Med Uni Graz

Neben den ordentlichen Studiengängen werden an der Med Uni Graz auch Universitätslehrgänge angeboten. Die Med Uni Graz Postgraduate School umfasst das Weiterbildungsangebot der Med Uni Graz.
Universitätslehrgänge:
An der Medical Research Academy:
- Biostatistik und Bioinformatik
- Galaxy
- Umgang mit Zellkulturen
- Biomedizinische Forschung
- Labortechnik

Weitere Universitätslehrgänge:
- Postgraduate Dental School

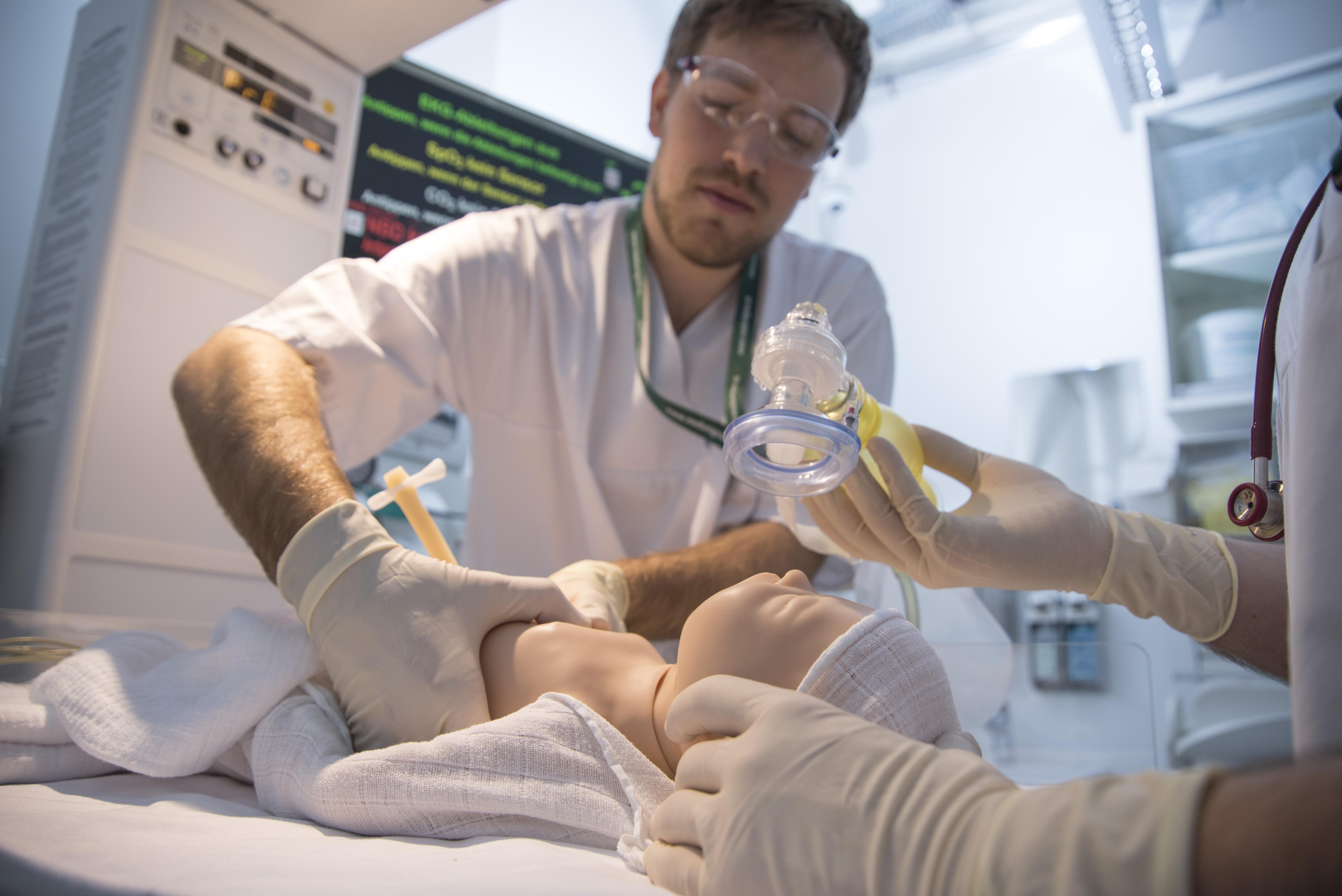
Das Clinical Skills Center der Med Uni Graz

- International Biobanking Education

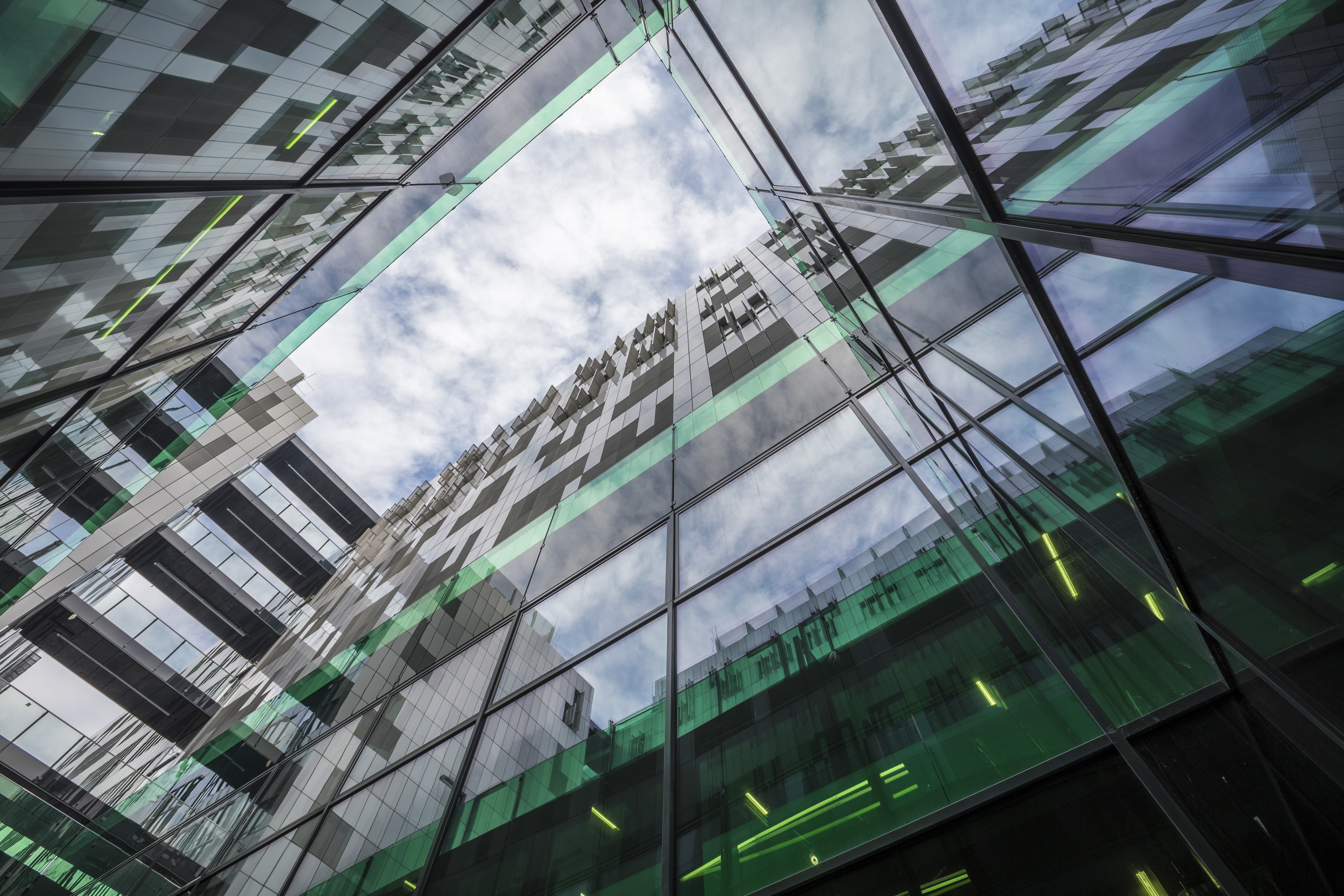
Am Campus der Med Uni Graz

- Clinical Fellowship
- International Short Courses
- Interne Weiterbildung & Gesundheitsangebote

### Zugangsbeschränkungen
Im Wintersemester 2005/06 konnten sich – nach einem dementsprechenden Urteil des EuGH – auch Studienwerber inskribieren, die in ihrem Heimatland keinen Studienplatz vorweisen konnten, was einen Ansturm vor allem deutscher Studienwerber auslöste. Da die Medizinischen Universitäten Wien und Innsbruck nur eine begrenzte Anzahl von Studierwilligen aufnahmen und die Med Uni Graz als einzige österreichische medizinische Universität allen Studierenden den Zugang ermöglichte, studierten im Wintersemester knapp 3000 Erstsemestrige in einem „virtuellen Semester“, zum Auswahlverfahren am Ende des Semesters (16. und 17. Jänner 2006) traten knapp 1200 Studierende an – die 109 Besten bekamen einen fixen Studienplatz.
Ab dem Wintersemester 2006/07 wurden die Studierenden nach ihrem schulischen Vorwissen in auf der Basis eines Multiple-Choice-Tests zu medizin-relevanten Grundlagenfächern wie Biologie, Chemie, Physik, Mathematik sowie zum Verständnis naturwissenschaftlicher Texte ausgewählt, zusätzlich wurde ab 2010 in einem weiteren Testteil „Situational Judgement“ abgeprüft. Im Jahr 2013 wurde ein neues, österreichweit identes Auswahlverfahren an allen medizinischen Universitäten eingeführt, das zahlreiche Elemente des bisherigen Grazer Auswahlverfahrens enthält. Der Aufnahmetest für Humanmedizin (MedAT-H) ist ein mehrteiliges, schriftliches Verfahren und gliedert sich in folgende Abschnitte:
- Basiskenntnistest Medizinische Studien: Überprüfung des schulischen Vorwissens aus den Bereichen Biologie, Chemie, Physik und Mathematik.
- Textverständnis: Überprüfung von Lesekompetenz und Verständnis von Texten.
- Kognitive Fähigkeiten und Fertigkeiten: Dieser Testteil besteht aus fünf Aufgabengruppen (Figuren zusammensetzen, Zahlenfolgen, Wortflüssigkeit, Gedächtnis und Merkfähigkeit sowie Implikationen erkennen) und erfasst kognitive Basisfähigkeiten und -fertigkeiten.
- Sozial-emotionale Kompetenzen: Dieser Testteil besteht aus den Aufgabengruppen Emotionen regulieren, Emotionen erkennen und Soziales Entscheiden, die wesentliche Aspekte sozial-emotionaler Kompetenzen erfassen.

Der Aufnahmetest für die Zahnmedizin (MedAT-Z) ist zum überwiegenden Teil identisch mit dem MedAT-H. Anstelle des Testteils Textverständnis und der Aufgabengruppe Implikationen erkennen werden im Testteil Manuelle Fertigkeiten die Aufgabengruppen Drahtbiegen und Formen spiegeln eingesetzt.
Für das Studienjahr 2023/24 stehen für die Studien Human- und Zahnmedizin insgesamt 1.850 Studienplätze zur Verfügung, davon 760 an der Medizinischen Universität Wien, 410 an der Medizinischen Universität Innsbruck, 370 an der Medizinischen Universität Graz und 310 an der Medizinischen Fakultät der JKU Linz. Mindestens 95 Prozent der Studienplätze sind EU-Bürgern und ihnen im Hinblick auf den Studienzugang gleichgestellten Personen vorbehalten und mindestens 75 Prozent der Studienplätze Studienwerbenden mit einem Reifezeugnis aus Österreich. Diese Kontingentregelung gilt allerdings nur für die Vergabe der Studienplätze in Humanmedizin.
Durch die in Österreich geltende Quotenregelung werden 75 Prozent der Studienplätze an Bewerber mit österreichischem Reifeprüfungszeugnis, 20 Prozent an Bewerber mit einem Reifezeugnis eines EU-Staats oder eines gleichgestellten Staates (z. B. Südtirol, Luxemburg, Lichtenstein) und fünf Prozent an Bewerber aus anderen Ländern vergeben. Die Anzahl der angebotenen Studienplätze wurde von 160 (2006) auf 360 (2008) angehoben. 334 Studienplätze werden für Humanmedizin angeboten, 26 für Zahnmedizin. Die Anzahl der Bewerber stieg von 639 (2007) auf 2006 (2012).

## Standorte

### Forschungszentren und nicht zentrumsgebundene Institute
- Neue Stiftingtalstraße 6, 8010 Graz (Campus)
- Auenbruggerplatz 2, 8036 Graz
- Auenbruggerplatz 25, 8036 Graz

### Universitätsklinikum
- Auenbruggerplatz 1, 8036 Graz

### Hörsaalzentrum
- Auenbruggerplatz 15, 8036 Graz

### Rektorat und Administration
- Neue Stiftingtalstraße 6, West, 8010 Graz
- Auenbruggerplatz 2, 8036 Graz

### Zentrum für Medizinische Forschung und Biobibliothek der Med Uni Graz
- Stiftingtalstraße 24, 8010 Graz[23]

### Universitätskliniken
Die klinische Ausbildung findet zum größten Teil auf dem Gelände des LKH-Universitätsklinikum Graz statt. Weitere Lehrkrankenhäuser der Medizinischen Universität Graz in der Steiermark sind LKH Feldbach-Fürstenfeld, LKH Graz Süd-West, LKH Hartberg, LKH Hochsteiermark (Standorte: Bruck a.d. Mur und Leoben), LKH Hörgas-Enzenbach, LKH Murtal (Standorte: Judenburg, Knittelfeld, Stolzalpe), LKH Mürzzuschlag-Mariazell, LKH Rottenmann-Bad Aussee, LKH Südsteiermark (Standorte Bad Radkersburg und Wagna), LKH Weiz, LKH Weststeiermark (Standorte Deutschlandsberg und Voitsberg).
Weitere Lehrkrankenhäuser: Barmherzige Brüder Graz (Standorte Eggenberg und Marschallgasse), Elisabethiner-Kliniken Graz, Geriatrische Gesundheitszentren der Stadt Graz, Klinik Diakonissen Schladming und Marienkrankenhaus Vorau.

### Campus der Med Uni Graz
Lehre, Forschung und klinische Anwendung an einem Standort gebündelt: Mit dem Campus der Med Uni Graz wurde die Vision der Medical Science City Graz Wirklichkeit. Es entstand einer der modernsten Universitätsstandorte Europas, räumlich verbunden mit dem LKH-Univ. Klinikum Graz und dem Zentrum für Wissens- und Technologietransfer in der Medizin (ZWT) und den dort angesiedelten Life-Science-Unternehmen.
Einer der Projektschwerpunkte war die nachhaltige Bauweise, weshalb das Modul 1 die höchste Zertifizierungsstufe der Österreichischen Gesellschaft für nachhaltiges Bauen (ÖGNI) erhielt. Ebenso wurde ein offener Lebensraum mit Begegnungszonen und vielen Angeboten durch die Fertigstellung des Moduls 2 geschaffen. Auch die Kinderbetreuungseinrichtung „Kindercampus“ gehört zur Med Uni Graz.
Für dieses Projekt wurden die Einmündung der Stiftingtalstraße in die Riesstraße verlegt und die Straßenbahnlinie 7 um die Station im Campus verlängert. Die Neue Stiftingtalstraße führt zwar durch das Universitätsgelände, wird aber mit einer Brücke für Aktiven Verkehr überspannt, die Verbindung weiter zum Gelände des Universitätsklinikums läuft über zwei Brücken über die verkehrsberuhigte alte Stiftingtalstraße.
Durch die große örtliche Nähe des Zentrums für Medizinische Forschung, des Zentrum für Wissens- und Technologietransfer in der Medizin, der Biobank Graz und vielen weiteren Einrichtungen wurde der Begriff „Medical Science City“ geprägt.
Modul 1
Im Oktober 2017 wurde das Modul 1 des Med Uni Graz Campus feierlich eröffnet. Dieses Modul wurde auf einem ca. 2,7 Hektar großen Bauplatz östlich der Neuen Stiftingtalstraße hinter dem Haus der Barmherzigkeit auf dessen Obstgarten gebaut und bietet rund 40.000 Quadratmeter Bruttogeschoßfläche. Im Untergeschoß entstand eine Tiefgarage. Das Erd- sowie das erste Obergeschoß beherbergen die Lehre, also Hörsäle und Seminarräume für Studierende. Auf dem ersten Obergeschoß befindet sich die so genannte Campusebene. Hier entstanden Freiflächen und mehrere aufgehende Baukörper (bis 6 Obergeschoße) für die einzelnen Institute und Lehrstühle mit Büros und Labors für rund 840 Mitarbeiter der Universität. Diese Baukörper sind in jedem Stockwerk über Brücken miteinander verbunden.
Modul 2
Ab Frühling 2019 wurde am Modul 2 des Med Uni Graz Campus gebaut. Es liegt westlich der Neuen Stiftingtalstraße und wurde auf der Besucherparkgarage des LKH-Universitätsklinikums errichtet. Auf zusätzlichen 241.000 Quadratmetern Nutzfläche wurden bis 2022 alle vorklinischen Bereiche an einem Standort gebündelt. Mit Modul 2 wurden – neben der Integration weiterer Lehrstühle – die Kommunikations- und Lehrflächen für die Studierenden noch deutlich ausgebaut, auch eine gemeinsame Mensa mit einem eigenen Café entstanden, ebenso ein zweites Zentrum für Medizinische Forschung (ZMF II), mit frei zuteilbaren Forschungsflächen. Auch Teile der Verwaltung, die IT und die ÖH sind hier untergebracht. Dadurch konnte der Standort Wartingergasse aufgegeben werden. Die Module 1 und 2 sind mit einer breiten Brücke im 2. Stock miteinander verbunden, wodurch sich ein erhöhter Campusplatz ergibt, auf dem diverse Feste stattfinden.
Anatomie NEU
Der Neubau der Räumlichkeiten für den Lehrstuhl für klinische und makroskopische Anatomie komplettierte ab 2022 das mehrteilige Großprojekt Med Uni Graz Campus, der Baustart erfolgte im April 2020. Die neue Anatomie umfasst 4.200 Quadratmeter für Lehre und Forschung. Für Forschung und Lehre gab es hier in mehreren Sälen 144 Seziertische, im Hörsaal I einen etwa 1 m³ großen, auf 3 (RGB) Röhren basierenden Videoprojektor. Dadurch konnte das Gebäude in der Harrachgasse 21, vulgo Vorklinik (aus den 1960ern, 2001 ergänzt um einen aufgeständerten Glaswürfel als Bibliothek, der einen Vorplatz überdacht.) aufgegeben werden. Der Abriss läuft seit Oktober 2023. Danach entsteht dort das Center of Physics der Uni Graz und TU Graz.

## Kooperation mit Linz
Studierende der Johannes-Kepler-Universität Linz absolvieren ihren Sezierkurs an der Medizinischen Universität Graz, da es in Linz kein Anatomieinstitut gibt.

## Kooperation mit Klagenfurt
Nach monatelangen Vorgesprächen wurde im Februar 2024 über die prinzipielle Einigung über eine Kooperation zwischen der Med Uni Graz und dem Klinikum Klagenfurt im benachbarten Bundesland Kärnten berichtet. Bis 2030 soll die größte Med Uni Österreichs entstehen. Forschung, Ausbildung und Patientenbetreuung sollen profitieren.